# Прапор Уельсу
Прапор Уельсу являє собою зображення червоного дракона (валл. Y Ddraig Goch) на білому і зеленому фоні. Законодавчо затверджено у 1959 році, хоча червоний дракон був символом Уельсу з давніх (за поширеним уявленням, римських) часів. У Середньовіччі (за династії Тюдорів) білий і зелений кольори також асоціювалися з Уельсом. Це єдиний з прапорів частин Сполученого Королівства, не включений до його прапору, що викликає певну критику.
Він був офіційно визнаний національним прапором Уельсу в 1959 році. Кілька міст містять дракона на своєму прапорі, включаючи Кардіфф, столицю Уельсу.

## Інші прапори Уельсу
|                            |                       |                              |
| Штандарт Принца Уельського | Прапор Святого Давида | Прапор Армії Вільного Уельсу |

### Історичні прапори
|                                        |                       |                           |
| Прапор королів Гвінед XII–XIII століть | Прапор королів Поуїса | Прапор королів Дехейбарту |